# Carnaval de Arrecife
La fecha de la que data el Carnaval de Arrecife (Lanzarote, Canarias, España) se desconoce, aunque se estima que su celebración comenzó con los primeros conquistadores allá por el siglo XV. Siendo Lanzarote la primera isla conquistada, existe la creencia, aunque sin constatar de manera documental, que se trata de los carnavales más antiguos del archipiélago canario. Dice la tradición que antaño se salía disfrazado con la cara tiznada con un corcho quemado.

## Carnaval tradicional: la Parranda Los Buches
La tradicional Parranda (Marinera) Los Buches, que conforma la base y el pasado del Carnaval lanzaroteño, fue recuperada en el año 1963 por un grupo de amigos, y actualmente se conoce como La Parranda Los Buches. Se trata de una cuadrilla compuesta por músicos que interpretan antiguas canciones marineras y los portadores de buches (vejigas de grandes peces curtidas e infladas), con los que se golpea a la gente. Llevan un peculiar atuendo, con cintas de colores y máscaras. Suelen abrir el coso del carnaval de Arrecife. Una estrofa popular muy cantada en el folclore de Lanzarote apunta que "Desde que llega febrero, los marinos van llegando/ y para los carnavales, los buches se van inflando", en referencia a la participación de las gentes del mar y sus "buches" en los carnavales.

## Fechas y actos del carnaval
Las fechas del carnaval se calculan en relación con el inicio de la Semana Santa, acabando los primeros (el Miércoles de Ceniza) cuarenta días antes de que comience la segunda (con el Domingo de Ramos). En Arrecife, actualmente, los actos del carnaval suelen transcurrir a lo largo de dos semanas. En la primera de ellas se celebran las diferentes fases del concurso de murgas. El viernes anterior al martes de carnaval se suele celebrar la final de murgas, y empieza a vivirse la fiesta en la calle, con actuaciones musicales a lo largo de la noche. Al día siguiente, sábado, suele celebrarse la elección de la Reina del Carnaval. El día de mayor participación popular es el lunes, en el que se celebra el coso carnavalero por las calles de la capital. El martes de carnaval es festivo en Arrecife, y el miércoles, con el entierro de la sardina, se cierran los actos festivos. En los últimos años se ha popularizado la elección del Drag Queen como uno de los platos fuertes del carnaval arrecifeño. Desde 2004 se viene celebrando un encuentro de batucadas.